# Пол Муни
Пол Муни (на английски: Paul Muni), е американски филмов и театрален актьор от полско-унгарски произход, роден през 1895 година, починал през 1967 година. 
Роден в рамките на австро-унгарската империя, Муни е сред най-титулуваните актьори на холивудските студия от първата плеяда изпълнители на озвученото кино през 1930-те и 1940-те години. Той е сред малкото актьори, извоювали си правото да избират ролите, които искат да изпълняват. Муни е прочут с широкия диапазон от характери в които се превъплъщава, както и с пълното му отдаване на ролята. В хода на своята кариера, той е номиниран цели шест пъти за награда „Оскар“ в категорията за главна мъжка роля, спечелвайки отличието за изпълнението си в биографичния филм „Историята на Луи Пастьор“ (1936).

## Биография
Пол Муни е роден с името Meshilem Meier Weisenfreund на 22 септември 1895 година, в семейството на полски евреи в Лемберг, Галиция, провинция на Австро-Унгария, в днешен ден това е Лвов, Украйна. Семейството емигрира в САЩ през 1902 година. Родителите му са актьори в Идишкия театър в Ню Йорк. На сцената на този театър започва кариерата си и Муни. Още като юноша, той развива афинитет към грима и често влиза в роли на доста по-възрастни персонажи.
През 1926 година, Муни прави дебюта си на сцена на Бродуей, изпълнявайки ролята на застаряващ мъж в пиесата „Ние Американците“ на драматурзите Макс Сийгел и Милтон Хърбърт Групър. Това е и първото му изпълнение на английски език. Забелязали таланта му, от холивудската компания Fox Film Corporation сключват договор с него. Още с дебюта си в киното през 1929 година, във филма „Храбрецът“, Муни е номиниран за награда „Оскар“ за най-добра мъжка роля.
През 1959 година, малко след шестата му номинация за „Оскар“ за филма „Последният ядосан мъж“, Пол Муни преустановява активната си кариера. Появява се само още веднъж, през 1962 година в телевизионния сериал „Светци и Грешници“.
Муни умира от сърдечно разстройство през 1967 година в Монтесито, Калифорния.

## Избрана филмография
| Година | Филм                       | Оригинално заглавие               | Роля                            | Бележки              |
| ------ | -------------------------- | --------------------------------- | ------------------------------- | -------------------- |
| 1929   | „Храбрецът“                | The Valiant                       | Джеймс Дайк                     | номинация за „Оскар“ |
| 1932   | „Белязаният“               | Scarface                          | Антонио „Тони“ Камонте          |                      |
| 1932   | „Аз съм беглец каторжник“  | I Am a Fugitive from a Chain Gang | Джеймс Алън                     | номинация за „Оскар“ |
| 1933   | „Светът се променя“        | The World Changes                 | Орин Нордхолм                   |                      |
| 1935   | „Черна ярост“              | Black Fury                        | Джо Радек                       | номинация за „Оскар“ |
| 1936   | „Историята на Луи Пастьор“ | The Story of Louis Pasteur        | Луи Пастьор                     | награда „Оскар“      |
| 1937   | „Животът на Емил Зола“     | The Life of Emile Zola            | Емил Зола                       | номинация за „Оскар“ |
| 1941   | „Заливът на Хъдсън“        | Hudson's Bay                      | Пиер-Есприт Радисън             |                      |
| 1945   | „Незабравима песен“        | A Song to Remember                | проф. Джоузеф Елснер            |                      |
| 1946   | „Ангел на рамото ми“       | Angel on My Shoulder              | Еди Кегл / съдия Фредрик Паркър |                      |
| 1959   | „Последният ядосан мъж“    | The Last Angry Man                | д-р Сам Абелман                 | номинация за „Оскар“ |